# Amplificador amb realimentació
Un amplificador amb realimentació és un circuit electrònic (normalment es presenta com a circuit integrat) que té dues entrades i una sortida. El senyal de sortida Sout és la diferència dels dos senyals d'entrada Sin A i Sin B multiplicada per un factor de guany G:
{\displaystyle S_{\rm {out}}=G\cdot (S_{\rm {in_{A}}}-S_{\rm {in_{B}}})}
{\displaystyle G} representa el guany del dispositiu realimentat donada per la xarxa de realimentació, condició coneguda també com a "llaç (o bucle) tancat".{\displaystyle G} Els amplificadors amb realimentació més comuns són els amplificadors amb realimentació en voltatge, també anomenats operacionals.

## Tipus

### Amplificadors realimentats per tensió
Els dissenys varien entre cada fabricant i cada producte, però tots els amplificadors realimentats tenen bàsicament la mateixa estructura:
El dispositiu posseeix dues entrades i una xarxa de realimentació. L'entrada no inversora (+), en la qual hi ha una tensió indicada com {\displaystyle V_{+}}{\displaystyle V_{+}} i una altra inversora (–) sotmesa a una tensió {\displaystyle V_{-}}.{\displaystyle V_{+}}{\displaystyle V_{-}} De manera ideal, el dispositiu amplifica només la diferència de tensió a les entrades, coneguda com a tensió d'entrada diferencial ({\displaystyle V_{\text{in}}=V_{+}-V_{-}}).{\displaystyle V_{\text{in}}=V_{+}-V_{-}} La t{\displaystyle V_{\rm {out}}}ensió o v{\displaystyle V_{\rm {out}}}oltatge de so{\displaystyle V_{\rm {out}}}rtida del dispositiu està donada per l'equació:{\displaystyle V_{\rm {out}}}

### Amplificadors realimentats per corrent
Els amplificadors realimentats per corrent (CFA) és un tipus d'amplificador electrònic a on l'entrada negativa del qual és sensible al corrent, a diferència dels amplificadors normals que ho són a la tensió (VFA).
El CFA va ser inventat cap al 1988. Normalment són produïts com a circuits integrats amb la mateixa assignació de pins que els VFA, permetent així que els dos tipus puguin ser fàcilment intercanviables. En configuracions simples, tals com a amplificadors lineals, un CFA pot ser usat en lloc d'un VFA sense modificar el circuit, però en altres casos, com en els integradors es necessita un redisseny. La configuració clàssica de l'amplificador amb quatre resistències també funciona amb un CFA, però el CMRR és molt pobre.

#### Avantatges
El principal avantatge del desenvolupament usant amplificadors amb realimentació per corrent és l'altíssima velocitat que proporcionen. En conseqüència, s'ha comprovat que augmentar la velocitat té com a avantatge una millora del so. Així mateix, la velocitat influeix en la rapidesa en la qual es podran corregir les fallades que ells mateixos produeixen.